# Beda
Pour les articles homonymes, voir Béda.

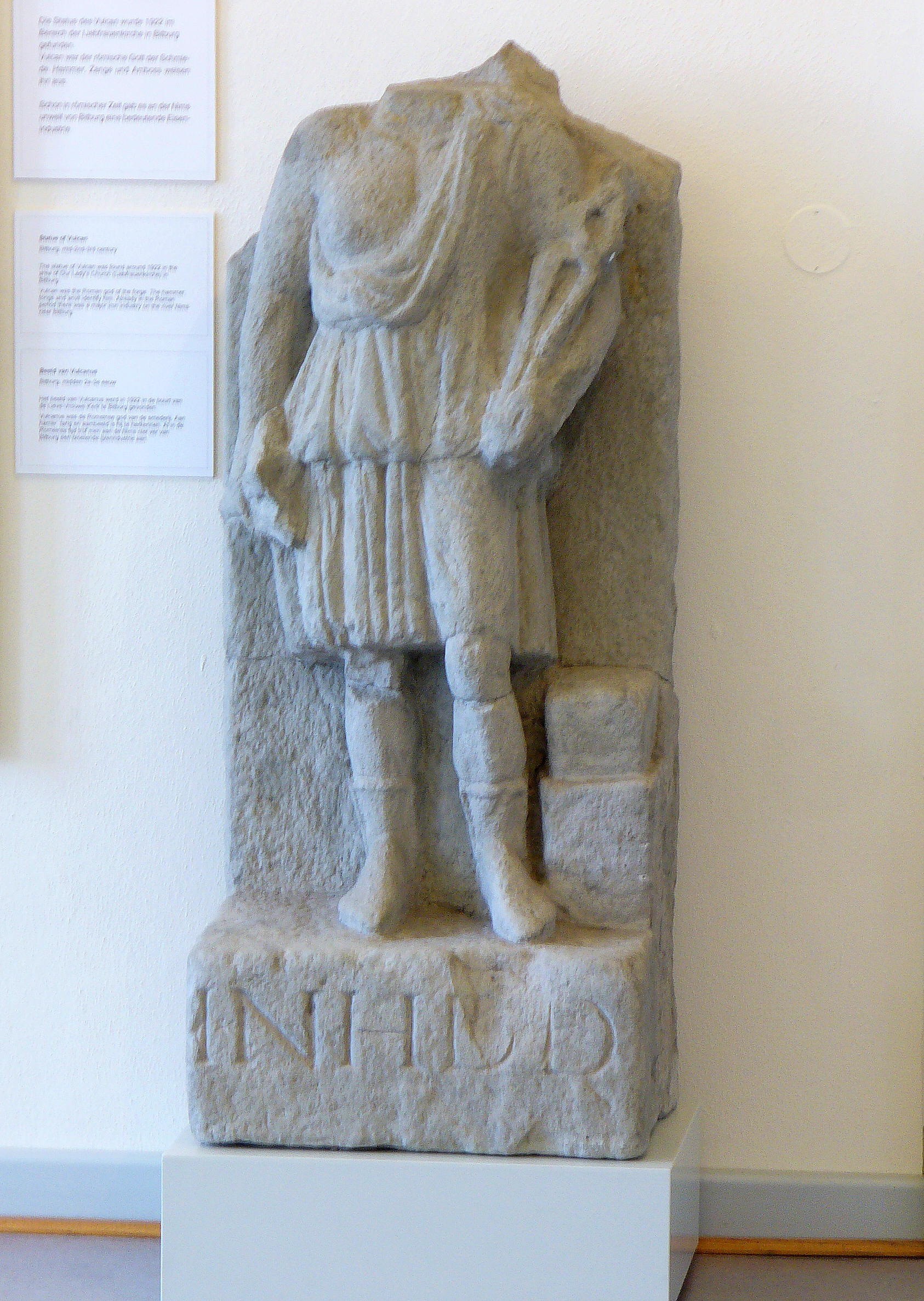
Haut-relief en grès de Vulcain tenant un marteau et des tenailles, découvert près de l'église de Bitburg,, Musée régional rhénan de Trèves

Beda était un vicus gallo-romain qui est devenu par la suite la ville de Bitburg en Rhénanie-Palatinat (Allemagne).

## Localisation
Le vicus de Beda était situé en Germanie inférieure au centre de l'Eifel sur la chaussée romaine de Trèves à Cologne à mi-chemin entre Augusta Treverorum a 27 km et Ausava, (Büdesheim) à 27 km.
Beda est citée dans l'Itinerarium Antonini en 140 après Jésus-Christ) comme "Beda Vicus" et sur la carte du monde romain, la Tabula Peutingeriana au IVe siècle comme "Beda".
Les deux sources sont concordantes quant à la distance avec Augusta Treverorum (Trèves), avec 12 Leuga (soit environ 26,40 km)
Une colonie s'était installée des deux côtés de l'actuelle route principale Elle possédait un temple et un forum. 
Vers 330 le vicus s'est étendu avec une enceinte de 13 tours rondes et deux portes.
Certaines parties de la muraille de 3,80 m de la ville et une tour à l'est de la rue principale ont été reconstitués. 
La reproduction d'une colonne de Jupiter d'après des pièces d'origine trouvés lors des fouilles du castellum a été installée nord de l'église.